# Benedek Ferenc (jogász)

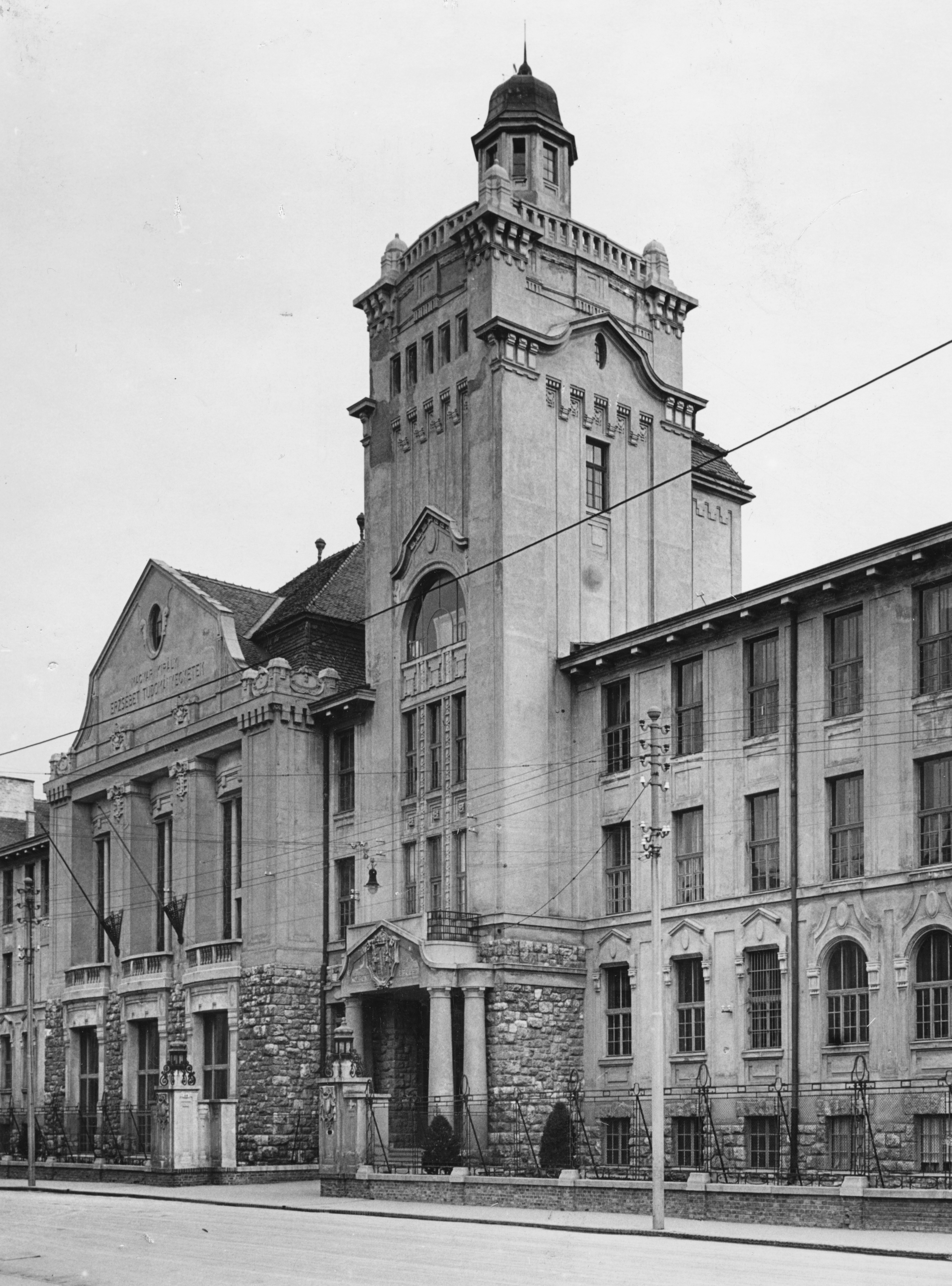
1950-2004 között a Pécsi Tudományegyetemen tanított.

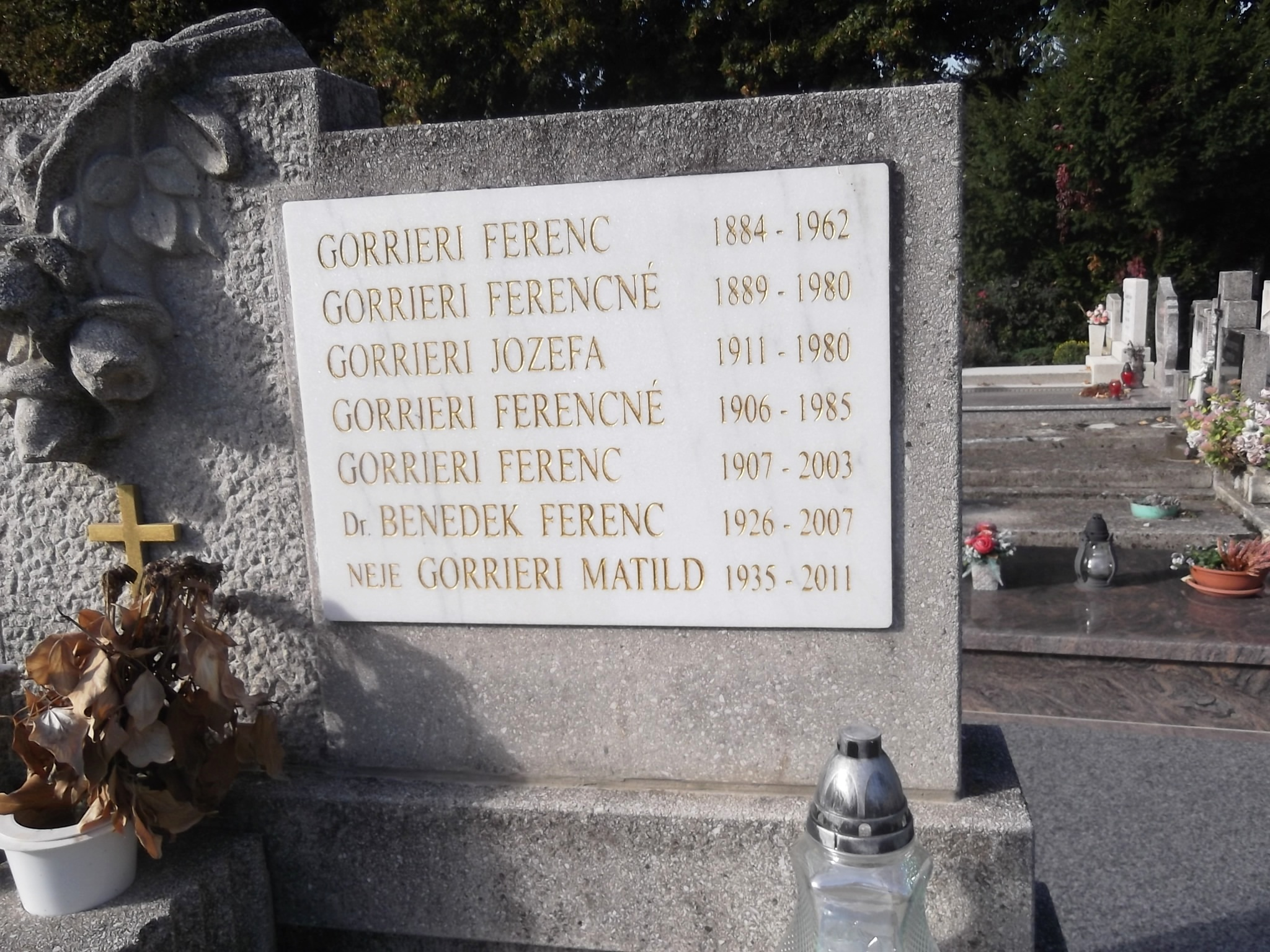
Benedek Ferenc és felesége, Gorrieri Matild sírja a Pécsi Köztemetőben. P-1099

Benedek Ferenc (Ozmánbük, Zala vármegye, 1926. január 30. – Pécs, 2007. február 15.) Széchenyi-díjas jogtudós, a jogi romanisztika tudományának egyik legjelentősebb hazai művelője a 20. század második felében, a pécsi jogászképzésben jogászgenerációk oktatója és nevelője, a római jog iskolateremtő professzora.

## Családja
Édesapja Benedek Ferenc földműves, édesanyja Bogár Julianna. Testvérei Benedek Imre teológus és Büki Gergelyné Benedek Magdolna. Felesége 1962-től Gorrieri Matild óvónő. Fia Benedek Gábor András (szül. 1966. május 7.). 

## Iskolái
Középiskoláit Zalaegerszegen és Szombathelyen, a Premontrei Rend gimnáziumában végezte. Szombathelyen érettségizett 1944-ben. Ezt követően két szemesztert a szombathelyi Hittudományi Főiskolán tanult (1944–1945). A Pécsi Tudományegyetemen állam- és jogtudományból szerzett doktori oklevelet 1951-ben.

## Szakmai életútja
A Pécsi Tudományegyetem, illetve a pécsi Janus Pannonius Tudományegyetem Állam- és Jogtudományi Karán a Közgazdaságtani és Statisztikai, a Polgári Perjogi Tanszék (1950–1953), majd az Eljárásjogi Tanszék (1953–1955) mellett a Római Jogi Tanszék (1950–1955) gyakornoka, a Római Jogi Tanszék tanársegéde, majd adjunktusa (1955–1964).
Tanszékvezető egyetemi docens (1965–1978), tanszékvezető egyetemi tanár (1978. július 1.–1996. január 31.), emeritus professzor (1996-tól). Az intézményi átalakulások folytán professzori és emeritált professzori, illetve tanszékvezetői tevékenységét az Állam- és Jogtörténeti Tanszék Római Jogi Csoportjánál (1982–1991), majd újra a Római Jogi Tanszéknél (1991-1993), ezt követően a Jogtörténeti és Római Jogi Tanszéken (1993–1995), majd ismét a Római Jogi Tanszéken (1996–2006) fejtette ki, sőt, egy tanévet (1976–1977) a Családjogi Tanszék kötelékében is oktatott, és a magyar kötelmi jogot is előadta.
Az Állam- és Jogtudományi Kar dékánhelyettese (1975–1978), majd dékánja (1978–1981). A Római Egyetem Római Jogi Intézet vendégkutatója (1961).
Az állam- és jogtudományok kandidátusa tudományos fokozatát a Jogalap nélküli gazdagodás a római jogban c. értekezésével 1969-ban védte meg.

## Tudományos munkássága
- Kutatásai a római magánjog elhanyagolt területeire fókuszáltak. Eredményeire jellemző, hogy azokkal számos esetben igazolta, hogy a romanisztikában a valamiképp "megfeneklett" kutatási témák ellentmondásai is feloldhatók, ha addig nem alkalmazott, új nézőpontba helyezzük azokat. Jó példa erre a SC (=senatus consultum) Silanianumot tárgyaló tanulmánya. A Kr. u. 10-ben született SC a családfő erőszakos halála esetén a vele egy fedél alatt tartózkodó, s a számára az eredményt tekintve védelmet nem nyújtott rabszolgák halálbüntetését írta elő. Kutatási eredményei a nemzetközi romanisztika figyelmét újfent a témára irányították. A családjogban a férji hatalom (manus) megalapítására szolgáló ügyleteket és a házasságkötés alakszerűségeit vizsgáló írásaiban meggyőzően igazolta az ún. manus-alapító ügyletek és a házasságkötés közötti különbségtétel helyességét.
- Tudományos életművében a dologi jogi kutatások voltak a legmeghatározóbbak. E tárgykörben elsőként, a iusta causa traditionis (a tulajdonszerzési jogcím) témaköréről még tanársegédként publikált tanulmányával jelentős hazai és nemzetközi elismertséget szerzett. A jóhiszemű birtokos gyümölcsszerzése, a tulajdonvédelem terén a probatio diabolica (származékos szerzésnél az előd tulajdonjogának elvben végtelenbe nyúló, "lehetetlen bizonyítása" problémaköre), az actio Publiciana eredete és funkciója (sajátos tulajdonvédelmi eszköz), a derelictio (a dolog tulajdonfeladási szándékkal történő elhagyása) és a iactus missilium (a nép közé szórt javak és értékjegyek [tesserae] tulajdonátruházással kapcsolatos problémái) kérdéskörénél rendre olyan kiindulási nézőpontot javasolt, amely folytán az irodalomban oly sokat vitatott problémák mintegy önként megszűntek, s így az olykor nehezen értett római jogtudósok által alkalmazott megoldások tiszta értelmezést nyertek. Meggyőzően bizonyította, hogy a származékos tulajdonszerzés legnehezebb kérdései is egyszerű, könnyen áttekinthető eredménnyel válaszolhatók meg, ha tekintettel vagyunk a tulajdonosi pozíció származékos tulajdonszerzéseknél szükségszerűen fennálló bizonytalanságára, és ezáltal elfogadjuk az usucapio ("elbirtoklás", mai kifejezéssel élve inkább a kereskedelmi forgalomban történő jóhiszemű szerzés) intézményének ezen esetekben játszott nélkülözhetetlen szerepét.
- Az 1969-ben megvédett – önkritikus álláspontja folytán életében nem publikált, s azóta is sajnos kiadatlan – kandidátusi értekezése témájául a rendkívül komplex gondolkodást igénylő jogalap nélküli gazdagodás intézményét választotta. A témakör vizsgálatára később több tanulmányban is visszatért.
- A kötelmi jog körében meghatározóak továbbá a SC Macedonianum céljáról és keletkezési körülményeiről publikált írásai.
- Rendkívül meghatározó volt munkásságában pályája delén túl megírt, remekbe szabott tankönyve, amelyből először a dologi és a kötelmi jogi rész jelent meg könyv alakban egyetemi jegyzetként, majd a 2000-es évek elején, 75 éves kora után fejezte be a római jog történeti részéről, a római személyjogról és a római családjogról szóló fejezeteket, amelyeket először szabadon letölthető jegyzetként tett hallgatói számára hozzáférhetővé, s amelyek – a dologi és kötelmi jogi nagy fejezetekkel együtt – ma is tananyagul szolgálnak a pécsi jurátusok számára (Benedek Ferenc / Pókecz Kovács Attila: Római magánjog. 7. kiadás. Pécs/Bp., Dialóg Campus Kiadó, 2019). A római perjog és a római öröklési jog témakörét – jóllehet tervezte – már nem tudta befejezni.
- Utolsó kutatásaiban a római büntetőjog felé fordult. A tettesség és a részesség, majd a felbujtó és a bűnsegéd, ill. az önhatalom, a jogos védelem és a végszükség kazuisztikájának elemzése során meggyőzően mutatta ki, hogy a rómaiak jogi megoldásainak absztrahálásával igen közel kerülhetünk napjaink büntetőjogi szabályozásához.
- Kutatásainak eredeti gondolatait a jogi romanisztika "társadalmához" tartozó kutatók közönsége még napjainkban is érdeklődéssel fogadja. Idegen nyelven megjelent publikációiban közölt tudományos eredményeire a romanisztika legnevesebb olasz, német, spanyol, lengyel képviselői is gyakorta hivatkoznak. Széles körű nyelvtudása és habitusa messzemenően alkalmassá tette a professzort a napi szintű, termékeny nemzetközi tudományos párbeszéd folytatására több olasz, német, osztrák, spanyol, holland egyetem romanistájával, de tanszéke ezen túlmenően gyümölcsöző kapcsolatokat ápolhatott a svájci, finn és lengyel romanisztika jeles képviselőivel is. Mintegy negyedszáz előadást tartott Róma, Bécs, Graz, Varsó, Krakkó, Halle, Marburg, Bayreuth, Split, Zágráb és Újvidék egyetemein.
- A római jog stúdiumát sohasem mintegy feledhető, poros történeti emlékként oktatta, hanem mindvégig a magánjog propedeutikumaként, didaktikai és dogmatikai alapvetéseként. Előadásaiban a hangsúlyt általában a vagyonjog alapintézményeire helyezte, a további, inkább valóban történeti értékű anyagrészekről – alkotmánytörténet, személy- és családjog, perjog – adott áttekintései sem nélkülözhették előadásai során az összehasonlítást korunk jogintézményeivel.
- Vizsgáztatóként a professzor ugyancsak meglehetősen nagy, országos hírnévnek örvendett. Objektív következetességgel és szigorral vezetett római jogi vizsgái mint szellemi kihívások egyszerre tartoztak a legnehezebb és a legkedveltebb számonkérések közé. Az alapvető jogtételek és összefüggések pontos ismerete nagy elvárást állított a szigorlók elé. Napjainkban fontos pozícióban működő, egykori tanítványai rendre büszkeséggel és reverenciával tekintenek vissza római jogi vizsgájukra, amely meghatározó élménye volt pályájuknak.
- A legapróbb részletek iránti figyelme és éleslátása nem csupán a jogtudomány területeire, hanem az általános társadalomtudományi és művészettörténeti alapkérdésekre is kiterjedt. Gyakorta ejtette ámulatba kollégáit és barátait akár az egyetemes és magyar történelem vagy a legújabb kori hadtörténet, akár az irodalomtörténet és a lexikális pontossággal ismert képzőművészet-történet, illetőleg az idegen nyelvek kiemelkedő ismerete terén.
- Mindezek mellett az 1970-es években közreműködött az ekkor szerveződő közgazdaság-tudományi kar szakkönyvtárának kialakításában. Mint a pécsi egyetemtörténet egyik legjelentősebb könyvtárépítője megalapozta, fenntartotta és évtizedeken át bővítette a pécsi romanisztikai "műhely", a tanszék nemzetközi viszonylatban is számottevő, 5000 kötetet és bő 1000 kötetes folyóirat-gyűjteményt magába foglaló szakkönyvtárát. Ezzel kapcsolatban Oroszi Sándor és Sipos Béla a következőket írták Abay (Neubauer) Gyula: Oeconomia Aeterna. c. könyvének megjelenése kapcsán:
- "Meg kell emlékeznünk azonban a megjelentetés előzményéről és Benedek Ferencről (1926–2007),[1] a római jog hírneves professzoráról. Benedek 1951-ben kezdett tanítani az akkor egykarú Pécsi Tudományegyetem Állam- és Jogtudományi Karán. Fiatal oktatóként több tárgyban is előadást kellett tartania, ő vitte a közgazdaságtan kurzust is, mert az 1948-49-es kényszernyugdíjazások miatt nem maradt, aki ellássa e feladatokat. A „polgárinak” minősített közgazdasági szakirodalmat a felsőbb utasítás ellenére sem semmisítette meg, nem selejtezte ki, hanem könyvtárában megőrizte. Így maradtak meg Heller Farkas, Kádas Kálmán, Surányi-Unger Tivadar, Abay Gyula, Theiss Ede és mások könyvei, publikációi, továbbá a Közgazdasági Szemle 1948. előtt megjelent számai. Benedek 1970-ben a megmentett, terjedelmes közgazdasági szakirodalmat a Marx Károly Közgazdaságtudományi Egyetem Pécsett alapított Kihelyezett Nappali Tagozata (ma Pécsi Tudományegyetem Közgazdaságtudományi Kar) könyvtára számára 1974-ben rendelkezésére bocsátotta. E gesztus jelentősége akkor vált nyilvánvalóvá számunkra, amikor az 1980-as évek elején elkezdtük az Abay (Neubauer) Gyula tevékenységét is magában foglaló Heller Farkas-iskola tudományos eredményeit elemezni…”[2]

## Tanulmányútjai
- 1961: Róma – Sapienza Università di Roma
- 1965: Krakkó – Uniwersytet Jagiellońsk
- 1969: Zágráb – Sveučilište u Zagrebu
- 1969: Graz – Karl-Franzens-Universität
- 1969: Olaszország (mult.)
- 1969: Pozsonyi Egyetem
- 1983: Olaszország (mult.)

## Emlékezete
- Halála után nevét vette fel a Pécsi Tudományegyetem Állam- és Jogtudományi és Közgazdaság-tudományi Kari Szakkönyvtára (Benedek Ferenc Jogtudományi és Közgazdaság-tudományi Szakkönyvtár, 2007-től).
- Sólyom László, volt köztársasági elnök, akadémikus, jogászprofesszor így emlékezett meg egykori tanáráról, az akkor még adjunktus B. F.-ről:"Személyiségének példamutató értékét nem a hálás 'önmegvalósító' szerepekben érezhettük meg. Azok az apró megjegyzések, utalások, amelyek akkor megfogtak mindet, csak később álltak össze bennünk, s világosították meg, mit is képviselt Benedek Ferenc abban a világban: a tudomány és a szellemi teljesítmény értékének és saját értékrendjének függetlenségét a napi események és sikerek világától; a szakma szabályainak kérlelhetetlen megkövetelését. Ilyen emelkedett célokról persze nem esett szó. Ritkán engedte meg magának – azt is inkább vigasztalásul – , hogy arra buzdított: a jog több, mint ami a Magyar Közlönyben van, ne törődjünk „ezzel a Duna-Tisza-közi betyársággal”, gyorsan tanuljuk meg és még gyorsabban felejtsük el. Használjuk ki ezt a néhány szabad évet az önművelésre: tanuljunk nyelvet és olvassunk, amennyit tudunk. De, mondom, nem ezzel adott példát, hanem a napi munka mellékes műhelymegjegyzéseivel. Meg lehetett nála ismerni a könyvek világát, hogy van ugyanannak a műnek jó és rossz kiadása, hogy mi az értéke egy bibliográfiának, hogy mitől lesz jeles egy könyvtár, megbízható egy kiadó, hogy melyik lexikon vagy kézikönyv miért jó vagy rossz, a régiek miért becsülendők. Ha megjegyezte, hogy egy század eleji folyóiratcikk a szerző habilitációs dolgozata volt a boroszlói egyetemen, ahol az apja is tanított, de azóta sem írtak jobbat, ez azt is jelentette, hogy van értelme megbízható és jó művet alkotni, mert lám, háborúk, határok és politikai rendszerek hullámzásától függetlenül most, egy másik egyetemen, ismét betölti feladatát ez a munka, a tradíció folyamatos. A szellem emberei a külső körülményektől és időtől függetlenül önálló köztársaságot alkotnak, ahonnan úgyis kihullanak majd az oda nem valók. Egy-egy megjegyzéséből megtanulhattuk, hogy van hivatalos és van tényleges szakmai hierarchia. Mégis volt tehát akkor is egy ország, amelynek bárki emancipált polgára lehetett, ha valós teljesítménye alapján bebocsátást nyer. Az egyetem valóságával szemben hallhattunk más egyetemekről, s az egyetem eszméjéről is. Amikor még nem utazhattunk úgy, mint a mai hallgatók, életre szóló benyomást tettek elbeszélései olaszországi tanulmányútjáról. Azóta is keresem, hogy milyen egy olasz kisváros főtere délben. De megérezhettük, hogy valóban az európai egyetemek és jogtudomány bölcsőinél járt, hogy milyen viszontagságos volt sorsuk és milyen ma ezeknek az intézményeknek az állapota. Mindez – s hogy évtizedekig ki sem mozdult ugyanabból a dolgozószobából – az ő hozzászólása volt kisváros-komplexusunkhoz, hogy lehet- e vidéki kis egyetemekről a „tudomány” áramába kapcsolódni. Minket aztán „központibb” helyekre vitt sorsunk, ahol kegyetlen teljesítménykényszer uralkodott, mennyiségileg is. Hányszor felmerült az intő emlék, hogy Benedek Ferenc egy-egy szakkönyvet milyen hosszú ideig tanulmányozott, ízlelgetett, hogy egy-egy ötletet meddig hordozott, mígnem leírásra érettnek találta. Örültem, amikor először vetette fel a probatio diabolica, a birtok és a tulajdon viszonyának újszerű ötletét, csodálkoztam, amikor évek múlva még mindig csak forgatta a témát fejében. Tudta, hogy van ideje, s célba is ért. De legalább olyan felszabadító volt, hogy nem értékelte túl a jogászságot és a tudományt sem. Ki mással lehetett akkoriban az egyetemen Cervantesről vagy német novellákról beszélgetni; kinek ajánlhattuk volna kedvenc kortárs szerzőinket, hogy aztán a fanyalgó kritika hallatán a lángoló ifjak elgondolkodjanak a konzervatív ízlés létjogosultságán? Benedek Ferenc hatása ilyen apró, de tartós impulzusokból adódott össze, amelyekkel nem hatni akart, hanem amelyek egy autonóm személyiség és valódi tudós mindennapi tevékenységéből mindenki ajándékai lettek."[3]

## Tagságai
- MTA Doktori Tanácsa Állam- és Jogtudományi Szakbizottsága
- Société Internationale des Droits de l'Antiquité
- Gruppo di Ricerca sulla Diffusione del Diritto Romano
- Ókortudományi Társaság
- Magyar Jogász Szövetség Polgári Jogi Szekció

## Elismerései
- Az Oktatásügy Kiváló Dolgozója (1967, 1974)
- Baranya megye Tudományos és Felsőoktatási Díja (1992)
- Szent-Györgyi Albert-díj (1994)
- Pécs Város Millenniumi Díja (2000)
- Széchenyi-díj (2002).

## Főbb művei
- A iusta causa traditionis a római jogban. (Studia Iuridica. 8. Bp., 1959)
- Die iusta causa traditionis im römischen Recht. (Acta Iuridica Academiae Scientiarum Hungaricae IV/1-2. sz., 1962, 117-171.)
- A senatus consultum Silanianum. (Studia Iuridica. 28. Bp., 1963)
- A jogalap nélküli gazdagodási kötelem létesítő tényei a klasszikus római jogban. (Jubileumi tanulmányok. II. Pécs, 1967)
- Pénztulajdon és kondikció a római jogban. (Jogtörténeti tanulmányok. I. Bp., 1968)
- Jogalap nélküli gazdagodás a római jogban. Kand. értek. (Pécs, 1968)
- Pflege und Literatur des römischen Rechts in Ungarn seit 1945. (Acta Universitatis Szegediensis. Acta Iuridica et Politica, 1970)
- A senatusconsultum Macedonianum célja és keletkezési körülményei. (A Pécsi Állam- és Jogtudományi Kar jubileumi évkönyve. Szerk. Ádám Antal. Bp., 1975)
- Die Conventio in manum und die Förmlichkeiten der Eheschlissung im römischen Recht. (Studia Iuridica. 88. Pécs, 1978)
- A manus-szerzés és a házasságkötés alakszerűségei a római jogban. (Dolgozatok az állam- és jogtudományok köréből 10. Pécs 1979. 7-52.)
- Eigentumserwerb an Früchten im römischen Recht. (Studia Iuridica. 92. Pécs, 1979)
- Jogtörténeti tanulmányok. Emlékkönyv Csizmadia Andor hetvenedik születésnapjára. Szerk. Ádám Antallal, Szita Jánossal. (Pécs, 1981)
- Kauser Lipót-emlékkönyv. Szerk. Ádám Antallal, Farkas Józseffel. (Pécs, 1982)
- Jóhiszemű tulajdonszerzés ingó dolgok felett és a „nemo plus iuris” elve (Ádám Antal – Benedek Ferenc – Farkas József (szerk.): Kauser Lipót emlékkönyv. Studia iuridica auctoritate Universitatis Pécs publicata 100. Pécs 1982. 39-57.)
- Így szórták a pénzt Rómában. (Jogtudományi Közlöny, 1982)
- Zur Frage des „diabolischen Beweises”. (Studi di onore di Arnaldo Biscardi. Milano, 1983)
- Derelictio, occupatio, usucapio. (Jogtörténeti Tanulmányok, 1983)
- Jogalap nélküli gazdagodás jogellenes és erkölcstelen magatartásból a római jogban. (Dolgozatok az állam- és jogtudományok köréből. 15. Pécs, 1984)
- Iactus missilium (Vincenzo Giuffrè (szerk.): Sodalitas. Scritti in onore di Antonio Guarino, V. Napoli 1984. 2109-2129.)
- A condictio mint a jogalap nélküli gazdagodás visszakövetelésének perjogi eszköze. (Ádám Antal (szerk.): Jubileumi tanulmányok, XL. Studia iuridica auctoritate Universitatis Pécs publicata 105. Pécs 1985. 29-47.)
- Ursprung und Funktion der actio Publiciana. (Studia in honorem Velimirii Pólay septuagenarii. Szeged, 1985)
- Az actio publiciana eredete és funkciója. (Jogtörténeti tanulmányok, 1986)
- „Pecuniam incertis nominibus credere” als „materia peccandi.” Das Rätsal der Mordtat Macedos. (Specimina nova, 1986)
- Tartozatlan kifizetés a római jogban. (Dolgozatok az állam- és jogtudományok köréből. 17. Pécs, 1987)
- Fruchterwerb des Eigentümers und des gutgläubigen Besitzers im römischen Recht. (Jaime Roset Esteve (szerk.): Estudios en homenaje al profesor Juan Iglesias con motivo de sus bodas de oro con la enseñanza (1936-1986). Madrid, 1988. 79-114.)
- Die Sicherheit des rechtsgeschäftlichen Verkehrs und das römische Eigentumsrecht (Index 16. 1988. 9-14.)
- Római magánjog. Dologi és kötelmi jog. Egy. jegyz. (Pécs, 1993; 2. kiad. 1995)
- Tettesség és részesség a római büntetőjog forrásaiban. (Szabó Béla – Péter Orsolya (szerk.): Ünnepi tanulmányok, V. A bonis bona discere. Festgabe für János Zlinszky zum 70. Geburtstag. Miskolc 1998. 209-230.)
- A római jog és Európa. (Jogi beszélgetések, 1999)
- Óriás Nándor. (Jura, 2001)
- Önhatalom, jogos védelem és végszükség a római jog forrásaiban, (Jakab Éva (szerk.), Tanulmányok Földvári József professzor 75. születésnapja tiszteletére. Szerk. Herke Csongor, Tóth Mihály. Pécs, 2001)
- Történeti rész és perjog. Egyetemi jegyzet. (Intranetes megjelenés, Pécs, PTE ÁJK, 2003-tól 2007-ig)
- Személy- és családjog. Egyetemi jegyzet. (Intranetes megjelenés, Pécs, PTE ÁJK, 2004-től 2007-ig)
- A felbujtó és a bűnsegéd a római büntetőjog forrásaiban. Jakab Éva (szerk.), Tanulmányok Molnár Imre egyetemi tanár 70. születésnapjára. Szeged, 2004

## Videófelvételek
- Dr. Benedek Ferenc római jog professzor emlékére állított szobrot a Magyar Jogász Egylet Zala Megyei Szervezete a volt Római Jogi Tanszék előtti folyosón.  – Youtube.com, Közzététel: 2019. június. 24.

- Navigátor - 2007. március 7. Február 15-én, 81 éves korában elhunyt Dr. Benedek Ferenc, professor emeritus, az Állam és Jogtudományi Kar volt dékánja, tanszékvezető egyetemi tanára.  – Youtube.com, Közzététel: 2015. június 8.